# Viggo Jensen (fotbalista)
Viggo Jensen (* 15. září 1947, Esbjerg) je bývalý dánský fotbalista, záložník. Po skončení aktivní kariéry působil jako trenér. V roce 2007 byl trenérem estonské fotbalové reprezentace.

## Fotbalová kariéra
Začínal v rodném Dánsku v týmech Esbjerg fB a B 1909 Odense. V sezóně 1973/74 hrál v německé bundeslize za FC Bayern Mnichov. Kariéru končil v druhé bundeslize v týmu SpVgg Greuther Fürth a v rodném Dánsku v Odense BK a B 1909 Odense. V roce 1974 vyhrál s Bayernem bundesligu a v roce 1965 s Esbjerg fB dánskou ligu, v roce 1971 vyhrál s B 1909 Odense dánský pohár. Za dánskou reprezentaci nastoupil v letech 1971–1973 v 8 utkáních. V Poháru mistrů evropských zemí nastoupil ve 2 utkáních a v Poháru vítězů pohárů nastoupil ve 2 utkáních. S Bayernem vyhrál v roce 1974 Pohár mistrů evropských zemí.

## Ligová bilance
| Ročník                                    | Zápasy | Góly | Klub                 |
| ----------------------------------------- | ------ | ---- | -------------------- |
| Dánská 1. divize 1965                     | -      | -    | Esbjerg fB           |
| Dánská 1. divize 1966                     | -      | -    | Esbjerg fB           |
| Dánská 1. divize 1967                     | -      | -    | Esbjerg fB           |
| Dánská 1. divize 1968                     | 9      | 2    | Esbjerg fB           |
| Dánská 1. divize 1969                     | 6      | 0    | Esbjerg fB           |
| Dánská 2. divize 1970                     | 22     | 3    | B 1909 Odense        |
| Dánská 1. divize 1971                     | 22     | 1    | B 1909 Odense        |
| Dánská 1. divize 1972                     | 22     | 7    | B 1909 Odense        |
| Dánská 2. divize 1973                     | 19     | 2    | B 1909 Odense        |
| Německá fotbalová Bundesliga 1973/1974    | 5      | 1    | FC Bayern Mnichov    |
| 2. německá fotbalová Bundesliga 1974/1975 | 25     | 1    | SpVgg Greuther Fürth |
| 2. německá fotbalová Bundesliga 1975/1976 | 34     | 3    | SpVgg Greuther Fürth |
| 2. německá fotbalová Bundesliga 1976/1977 | 10     | 0    | SpVgg Greuther Fürth |
| 2. německá fotbalová Bundesliga 1977/1978 | 33     | 1    | SpVgg Greuther Fürth |
| Dánská 1. divize 1978                     | 11     | 0    | Odense BK            |
| Dánská 1. divize 1979                     | 29     | 0    | Odense BK            |
| Dánská 2. divize 1980                     | 30     | 6    | B 1909 Odense        |
| CELKEM                                    | -      | -    |                      |